# 田名部站
田名部站（日语：／ Tanabu eki */?）是位於青森縣陸奧市，下北交通的大畑線車站（廢站）。
另外，此站也同時記載與車站大樓共用的陸奧市政廳田名部連絡所（日语：／），以及站前的JR巴士田名部站。

## 歷史
- 1939年（昭和14年）12月6日 - 國鐵大畑線車站啟用[1]。當時的車站名稱為本田名部站[1]。
- 1948年（昭和23年）12月1日 - 隨著當時的田名部站改名為赤川站，本田名部站改名為田名部站[1]。
- 1972年（昭和47年）3月15日 - 客運業務委托日本交通觀光社負責。
- 1975年（昭和50年）1月23日 - 貨運業務委托日本交通觀光社負責。
- 1984年（昭和59年）2月1日 - 結束處於貨物和行李[1]。
- 1985年（昭和60年）7月1日 - 下北交通繼承國鐵大畑線[1]。
- 1997年（平成9年）6月1日 - 陸奧市政廳柳町連絡所遷移至田名部站內，並改名為陸奧市政廳田名部連絡所。
- 2001年（平成13年）4月1日 - 下北交通大畑站全線廢除，此站也廢除。
- 2004年（平成16年）4月1日 - 陸奧市政廳田名部連絡所廢除。
- 2008年（平成20年） - 車站大樓內開設由聯合青森下北地協管理的「陸奧勞動福祉會館」。

## 車站構造
截至車站廢除前，此站是地面車站，設有1面1線的單式月台。在國鐵時代，此站曾經設有2面2線的相對式月台。在轉換為下北交通時，站內只使用舊下行線，舊上行線路軌部分設置了花壇。在舊上行月台還在在。
截至車站廢除前，此站是職員配置站。車站大樓內設有售票櫃臺、廁所和陸奧市政廳田名部連絡所。
站前設有巴士路線前往恐山。

## 車站廢除後
截至2021年，月台仍然存在。而車站大樓內曾經設有陸奧市政廳田名部連絡所，後來由於行政精簡而廢除。在2008年（平成20年）起，聯盟青森的下部組織聯盟下北地域協議會開始進駐車站大樓，名為「陸奧勞動福祉會館」。而現時車站大樓已經拆毀。在連絡所前的迴旋路被名為「笠舞迴旋路」。在站前廣場建設了陸奧笠舞管。
此外，車站與國道279號之間設有青森縣道273號田名部停車場線。在車站廢除後，縣道還存在。
廢除替代巴士（下北站～大畑站之間）原本途經田名部站，後來由於編入佐井線後便不再途經。而前往恐山的巴士路線總站遷移至下北站。

## JR巴士田名部站
由於大畑線曾經由國鐵管理。站前至今還有JR巴士東北下北本線田名部站。在2002年（平成14年）前還有櫃台業務（在末期委托Swallow Tour負責）。現時只設有候車室和乘務員休憩處。
曾經此站設有來往仙台的夜行特急巴士「Exnorth」到發。

## 車站周邊
- 下北交通陸奧巴士總站
- 青森信用金庫下北營業部（舊：下北信用金庫本店）
- 鉞廣場
- 陸奧來吧館
- 陸奧公園酒店
- 超級佐藤長（日语：佐藤長 (スーパーマーケット)）陸奧松木屋店（日语：松木屋#むつ松木屋）
  - Restaurant Epic
（2021年10月22日開幕。）

舊：陸奧松木屋
（2021年10月22日翻新開幕。）
- 斗南溫泉
- 陸奧矢立溫泉（日语：むつ矢立温泉）

## 相鄰車站
下北交通
大畑線
海老川－田名部－樺山

## 注腳
1. 1 2 3 4 5 6  石野哲（編）. . JTB. 1998: 511. ISBN 978-4-533-02980-6 （日语）.